# Homalopoma sanguineum
Homalopoma sanguineum is een slakkensoort uit de familie van de Colloniidae. De wetenschappelijke naam van de soort werd in 1758 voor het eerst geldig gepubliceerd door Carl Linnaeus.